# 田进 (1924年)
田进（1924年—），男，上海人，中华人民共和国政治人物、外交官。

## 生平
1947年加入中国共产党。
1984年，接替李云川，担任中华人民共和国驻瑞士大使。1987年，由蔡方柏接任。

## 家庭
已婚，妻子朱青曾任驻日内瓦总领事，是中华人民共和国第一位女性总领事。